# Escribania
Escribania és un gènere extint de mamífers condilartres de la família dels didolodòntids (o, segons altres classificacions, dels mioclènids) que visqueren a Sud-amèrica durant el Paleocè inferior, fa entre 61,6 i 66 milions d'anys. Se n'han trobat restes fòssils a la província argentina de Chubut. La taxonomia dels condilartres és controvertida i hi ha científics que rebutgen aquest ordre com a polifilètic. En cas de ser així, Escribania podria ser un perissodactilamorf, és a dir, un parent molt proper dels perissodàctils basals.